# Charanyca albescens
Charanyca albescens là một loài bướm đêm trong họ Noctuidae.